# Maillezais
Maillezais ist eine französische Gemeinde mit 895 Einwohnern (Stand 1. Januar 2022) im Département Vendée in der Région Pays de la Loire.

## Lage
Der Ort liegt etwa zehn Kilometer südöstlich von Fontenay-le-Comte und rund 25 Kilometer westlich von Niort am Ufer der Jeune Autise. Das Gemeindegebiet gehört zum Regionalen Naturpark Marais Poitevin.

## Geschichte
Die Ortschaft entwickelte sich in enger Nachbarschaft und zusammen mit der dortigen Benediktinerabtei Maillezais.
Maillezais war eine der Sicherheitsplätze für die Hugenotten.

### Bevölkerungsentwicklung
| 1846 | 1901 | 1921 | 1962 | 1968 | 1975 | 1982 | 1990 | 1999 | 2006 |
| 1465 | 1258 | 1050 | 899  | 919  | 853  | 868  | 930  | 934  | 963  |

(seit 1962 ohne Zweitwohnsitze)

## Sehenswürdigkeiten

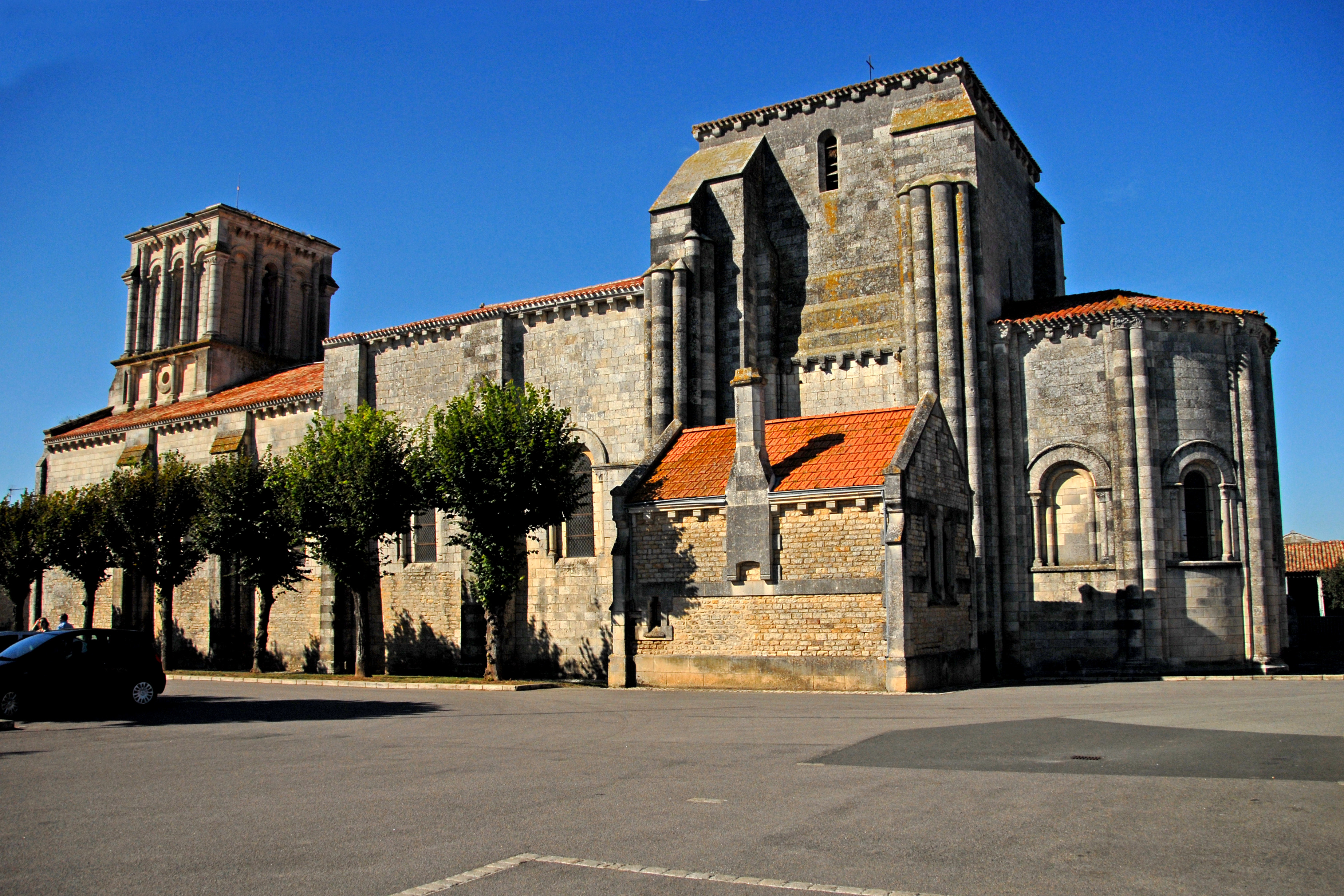
Kirche St. Nicolas

Siehe auch: Liste der Monuments historiques in Maillezais
Neben der Abtei ist die romanische Pfarrkirche Saint-Nicolas bemerkenswert.

## Persönlichkeit
- Achille Daroux (1866–1953), Politiker und Résistant, wirkte lange Zeit als Bürgermeister und Lokalpolitiker in Maillezais.